# Comtat de Scarpone
El comtat de Scarpone fou una jurisdicció imperial del Ducat de Lotaríngia. El primer comte conegut fou Richwin (Ricuí) que portava el títol de comte de Scarpone. El seu fill Lluís va ser reconegut comte de Montbéliard, d'Altkirch i Ferrette per l'emperador (a més fou comte de Bar i senyor de Mousson per matrimoni) i va fundar la dinastia dita de Scarpone.